# Kakuru
Kakuru — рід невеликих динозаврів-тероподів із неясним систематичним положенням. Найімовірніше, це була хижа двонога тварина завдовжки приблизно до 1,5—2 м. Існувала близько 110 млн років тому, на початку крейдяного періоду.
Родова назва походить від назви веселкового змія з міфології аборигенів Австралії і пояснюється полискуванням різними кольорами частини голотипу цього динозавра — спостерігається опалесценція великої гомілкової кістки (ВГК). Видова назва (kujani) походить від племені гуяні, що мешкає поблизу міста Андамоока, де знайдено скам'янілі рештки цього теропода.
Описаний на підставі однієї ВГК і неповної стрілочної кістки (SAM P17926). На ці скам'янілості звернув увагу палеонтолог Nevill Pledge на виставці в 1973 р. Походять вони з формації Maree, що в Південній Австралії. Разом з нею було продано фалангу стопи (SAM P 18010). Протягом 30 років та ВГЛ знаходилася у приватного колекціонера, а у 2004 р. Була придбана Південно-Австралійським Музеєм за 22 000 доларів. ВГК зламана на два шматки і є завдовжки бл. 3,23 м.
Систематичне положення цих знахідок неясне. Нижня частина ВГК такого типу зустрічається у видів Calamospondylus foxii i Coelurus gracilis, однак загальним виглядом нагадує кістки Microvenator celer i Ornitholestes hermanni. Реконструкція ноги какуру за деякими ознаками подібна також до Ingenia yanshini. В Африці знайдено стрілочну кістку і ВГЛ, дуже подібні до голотипу какуру, однак вони не були формально описані. Пауль Грегорі (1988) і Ральф Мольнар (1990) виявили подібність пропорцій ВГК цього теропода до авіміма, однак ті саме пропорції властиві дрібним целурозаврам виявили Олівер Раугут (2005), а також Стевен Салісбері зі співробітниками (2007) і дійшли висновку, що какуру міг бути невеликим абелізавроїдом; в пізнішій публікації Федеріко Агнолін зі співавторами (2010) обмежилися тим, що класифікували його як представника клади Averostra з непевною філогенетичною позицією. У 2010 році Пауль Барретт та ін. визнали какуру за nomen dubium, стверджуючи, що голотип не має жодної автапоморфічної ознаки чи комбінації ознак, які б дозволяли відрізнити його від інших тетанур.